# Lassicourt
Lassicourt è un comune francese di 66 abitanti situato nel dipartimento dell'Aube nella regione del Grand Est.

## Società

### Evoluzione demografica
Abitanti censiti